# Ван ден Увеланд, Юп
Юп Адрианюс Якобюс ван ден Увеланд (нидерл. Joep Adrianus Jacobus van den Ouweland, род. 6 апреля 1984 года, Гилзе-эн-Рейен, Нидерланды) — нидерландский футболист, игравший на позиции полузащитника.

## Карьера
Ван ден Увеланд — воспитанник клуба «Фейеноорд», до этого был в юниорской системе «Виллема II». В 2005 году перешёл в клуб «Де Графсхап». Сыграв два сезона в высшей лиге Нидерландов. По окончании контракта в 2010 году Юп покинул клуб из Дутинхема, имея на своём счету 149 матчей и 6 голов. Затем подписал контракт с «Гоу Эхед Иглз», провёл там 2 года, в 2012 году уйдя по истечении контракта в «Осс». С 2012 по 2017 годы сыграл 122 матча за «Осс» и трижды забил. Впоследствии играл за любительские клубы «Ахиллес Вен». В 2018 году вернулся в клуб из родного города «Гилзе». 